# Rhabditis monhystera
Rhabditis monhystera is een rondwormensoort uit de familie van de Rhabditidae. De wetenschappelijke naam van de soort is voor het eerst geldig gepubliceerd in 1873 door Bütschli.